# George Younce
George Wilson Younce (* 22. Februar 1930 in Lenoir bzw. Patterson Caldwell County/North Carolina; † 11. April 2005) war ein US-amerikanischer Country- und Gospel-Sänger, Komponist und Bandleader.
Ähnlich wie viele Musiker seiner Generation begann er seine Karriere in der Tradition der Shape-Note-Music, religiös geprägten Liedern, die mit Hilfe vereinfachter Noten erlernt werden konnten. Seine erste Gruppe nannte sich The Spirituals, in der er die Leadstimme sang, bevor sich seine Tonlage durch den Stimmwechsel zum Bass veränderte, und er diesen Gesangspart übernahm. Im Jahr 1950 verließ er die Gruppe und absolvierte seinen Wehrdienst in der US-Army. 
Nach seiner Rückkehr war er Mitglied in verschiedenen kleineren Musikergruppen, zuerst dem Watchmen Quartet und anschließend The Weatherfords. Dort lernte er die Musiker Jim Hamill und Danny Koker kennen, mit denen er in den Folgejahren auch in anderen Gruppen zusammenarbeitete. Anschließend sang er zeitweise im Homeland Harmony Quartet, bei den Florida Boys und ab 1957 im Blue Ridge Quartet. Eine Karriere, die typisch für die Zeit und die Musikrichtung war, bei der Musiker abwechselnd und zeitweise gleichzeitig Mitglied verschiedener Projekte waren. Die prägnante Bassstimme von Younce erleichterte ihm dabei die Auswahl der Partner. Im November 1964 folgte der wichtigste Schritt in seiner Künstlerkarriere, er trat der Gesangsgruppe The Cathedral Quartet mit Glen Payne, Bobby Clark und Danny Kroker bei. Diesem Quartett gehörte er bis zu dessen Auflösung 1999 an und war maßgeblich am Erfolg und Bestehen der Band beteiligt. Lediglich 1987 wurde er wegen einer Erkrankung vorübergehend durch Gerald Wolfe ersetzt. Allgemeine Anerkennung erhielt er zum Beispiel durch die mehrfache Ehrung des Singing News Fan Awards als Favorite Bass in 14 von 17 Jahren zwischen 1981 und 1997. Mit den Cathedrals war er an der Aufnahme von über 150 Lieder beteiligt, die ebenfalls in diversen Tourneen dem Publikum präsentiert wurden, Auftritte in verschiedenen TV-Shows inbegriffen.
War sein Repertoire zu Beginn seiner Karriere sehr breit im Bereich Country-Musik gefächert, konzentrierte er sich später auf den Southern Gospel. Nach dem Ende der Cathedrals gründete er mit anderen älteren Gospelmusikern The Old Friends Quartet, dort trat er zusammen mit Jake Hess, Ernie Haase und Wesley Pritchard auf, und produzierte 2001 und 2003 nochmal 2 Alben, von denen Encore 2001 einen Southern-Gospel-Music Award erhielt. Außerdem trat er häufiger bei Produktionen von 
Bill Gaither, den Gaither Homecomings auf, DVD-Produktionen von Konzerten der "Christian Music".
Für sein Lebenswerk wurde er 1998 in die Southern Gospel Music Hall of Fame und 1999 in die Gospel Music Hall of Fame aufgenommen. 